# Plaisance (Gers)
Plaisance – miejscowość i gmina we Francji, w regionie Oksytania, w departamencie Gers.
Według danych na rok 1990 gminę zamieszkiwało 1657 osób, a gęstość zaludnienia wynosiła 121 osób/km² (wśród 3020 gmin regionu Midi-Pireneje Plaisance plasuje się na 216. miejscu pod względem liczby ludności, natomiast pod względem powierzchni na miejscu 841.).